# Calolziocorte
Calolziocorte – miejscowość i gmina we Włoszech, w regionie Lombardia, w prowincji Lecco.
Według danych na rok 2004 gminę zamieszkiwało 13 776 osób, 1530,7 os./km².